# Wojteczki
Wojteczki – część wsi Małe Jodło w Polsce, położona w województwie świętokrzyskim, w powiecie ostrowieckim, w gminie Kunów.
W latach 1975–1998 Wojteczki administracyjnie należały do województwa kieleckiego.